# Redmond (Washington)
Redmond és una ciutat al comtat de King (Washington, Estats Units). És a la vora est de l'àrea metropolitana de Seattle. El 2003 l'Oficina del Cens dels Estats Units va estimar que la ciutat tenia una població total de 46.391 persones. Redmond és coneguda com la seu de Microsoft i Nintendo.